# Portsmouth (Rhode Island)
Portsmouth – miasto w Stanach Zjednoczonych, w stanie Rhode Island, w hrabstwie Newport.